# Coudewater

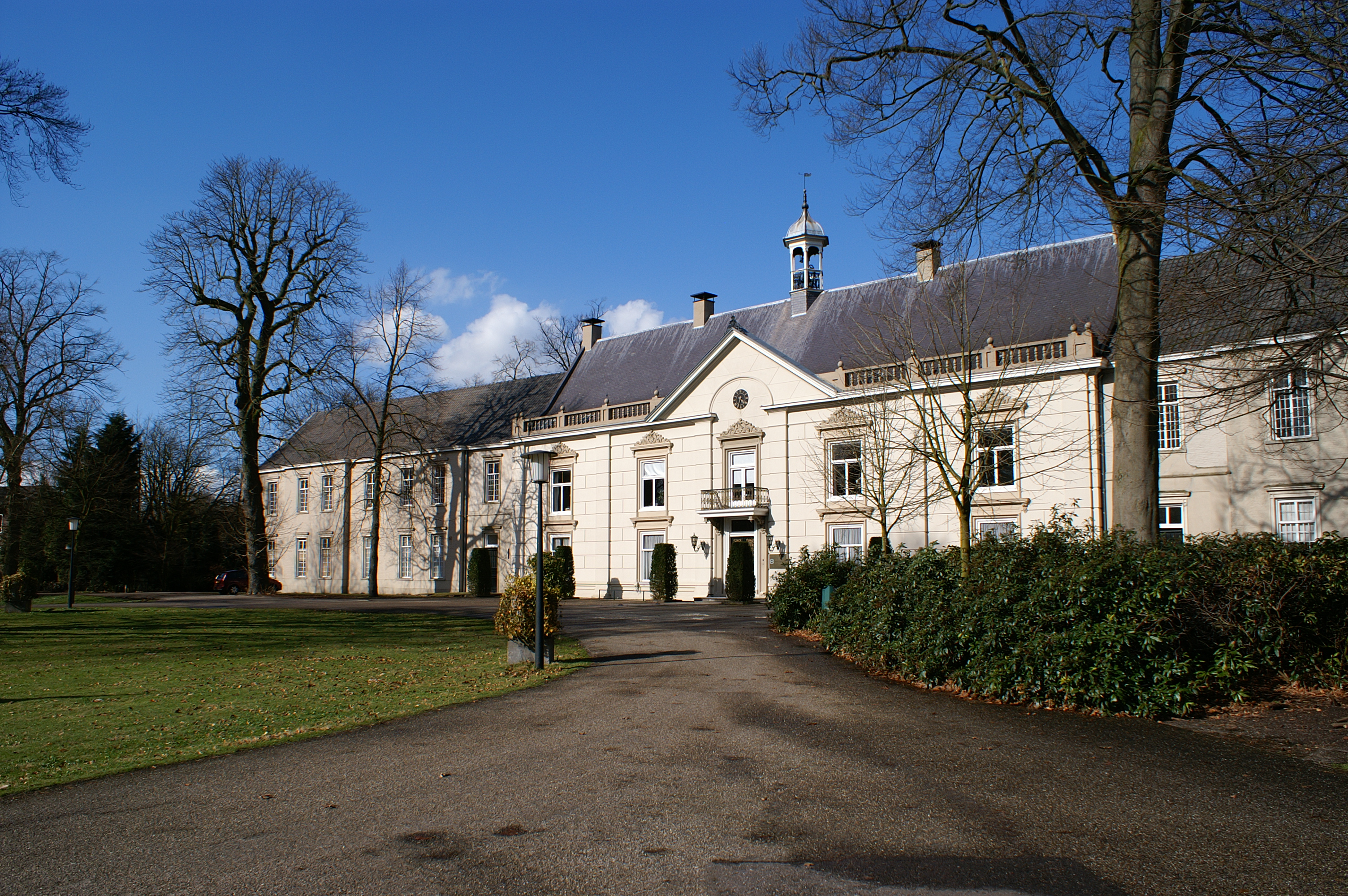
Huize Coudewater

Het landgoed Coudewater ligt ten zuiden van de huidige A59, bij de Noord-Brabantse plaats Rosmalen. In 1870 werd er een psychiatrische inrichting gevestigd. Het landgoed is ca. 87 ha. groot en omvat een monumentaal bomen- en gebouwenpark, een golfbaan, een hondentrainingsveld, landerijen en een natuurzwembad. Er zijn ook allerlei bedrijven gevestigd.

## Geschiedenis
Coudewater, ook Koudewater Couwater of Mariënwater genoemd, was een dubbelabdij van de orde der birgittinessen en birgittijnen. Het was het eerste klooster van deze orde in de Nederlanden en werd in 1434 gesticht door Milla de Kampen en Peter de Gorter. De laatste zou een visioen gehad hebben, waarin hij in een bijenkorf een uit bijenwas vervaardigd dubbelklooster en kapel had gezien. Dit visioen werd voor het eerst beschreven in de kroniek van Marie van Oss.
In 1566 woedde in de abdij een beeldenstorm. Nadat het gebied Staats geworden was in 1648 werd het klooster van de helft van zijn bezittingen beroofd. De birgittijnen stichtten de abdij van Hoboken in 1657. Later werd door de Staten-Generaal ook de rest van het klooster verbeurdverklaard. De birgittinessen waren bang dat hun klooster zou worden verkocht en zochten naar een alternatief, dat ze uiteindelijk vonden in het nabijgelegen Land van Ravenstein. Zij betrokken te Uden in 1713 een oud kruisherenklooster en richtten daar het klooster Maria Refugie op. Het oorspronkelijke vrouwenklooster kreeg toen de naam Mariënwater terug. De birgittijn Judocus Roosen bleef werkzaam als pastoor van Rosmalen, ook nadat alle kloosterlingen vertrokken waren. De katholieken van Rosmalen konden nog enige tijd terecht in de kapel van Coudewater. Daarna namen ze hun toevlucht tot een schuurkerk. Een deel van de gebouwen werd afgebroken, een ander deel werd verbouwd tot landhuis dat van circa 1819 tot 1870 eigendom was van leden van het geslacht Bowier.
In 1870 werd landgoed Coudewater gekocht door E. van den Bogaert en L. Pompe. Dezen hadden de Maatschappij tot verpleging van krankzinnigen op het land opgericht. Ze stichtten op het landgoed een instelling voor de verpleging van psychiatrische patiënten die de naam Coudewater kreeg. Het landgoed met psychiatrisch ziekenhuis werd later onderdeel van GGZ Oost Brabant. Het is anno 2019 bestemd voor allerlei activiteiten op het gebied van wonen en werken en zal worden verkocht aan een projectontwikkelingsbedrijf.

## Kloostercomplex

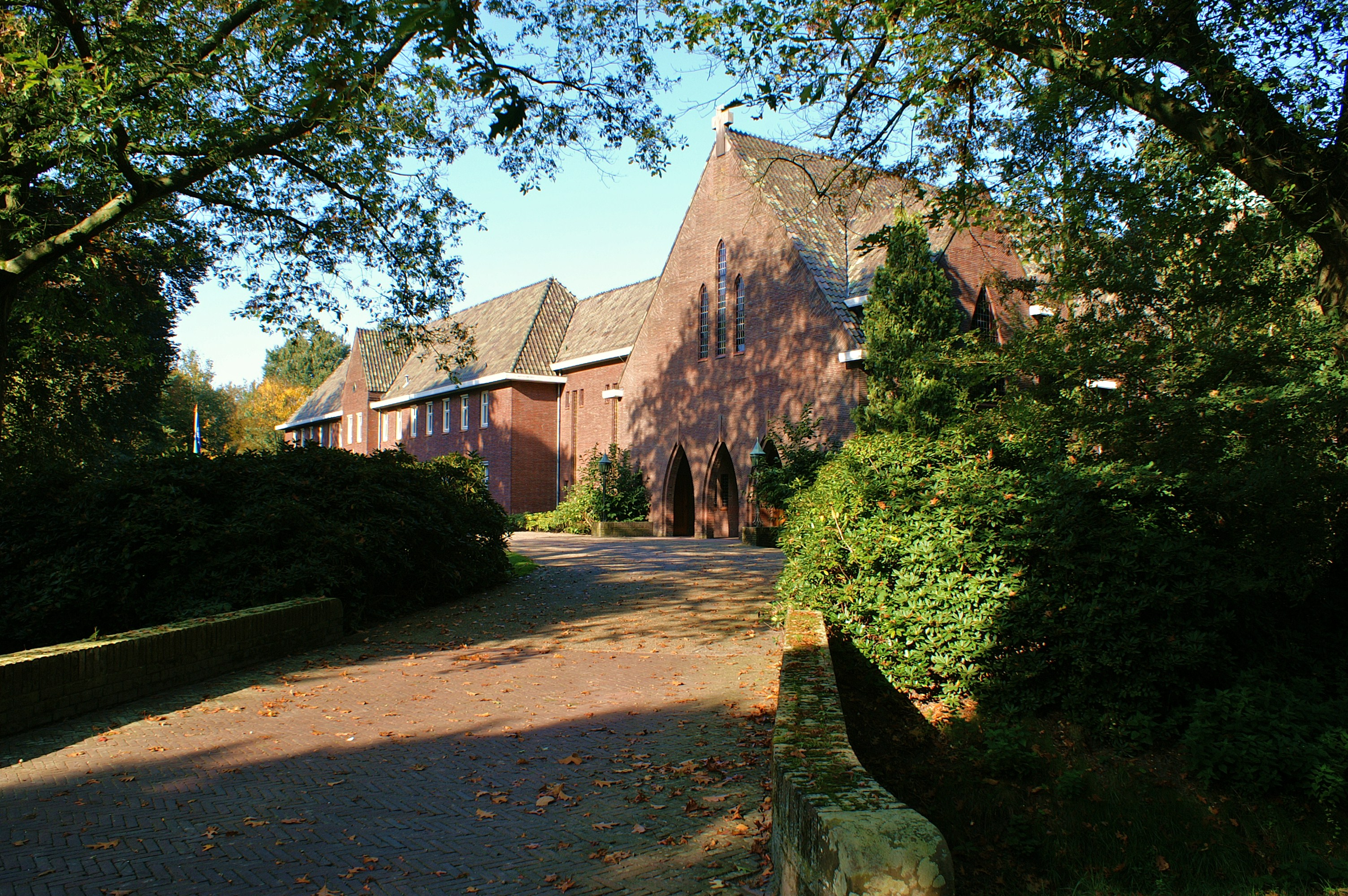
Coudewater kapel en klooster

Ten noorden van het hoofdgebouw ligt een kloostercomplex, bestaande uit het voormalige klooster en de bijbehorende kloosterkapel. Het werd tussen 1938 en 1940 gebouwd in opdracht van het bestuur van Coudewater door de uit Haarlem afkomstige architect Jos Bekkers in een Traditionalistische stijl met elementen van het Zakelijk Expressionisme en de Neo-Gotiek.

## Meester van Koudewater
De Meester van Koudewater was een beeldsnijder die omstreeks 1470 actief was. De beelden van deze meester werden in 1875 gekocht van het klooster Maria Refugie door Victor de Stuers teneinde ze in een museum te plaatsen. In 1883 kwamen ze in het Rijksmuseum Amsterdam terecht.